# Боэг, Эрин
Э́рин Бо́эг (англ. Erin Boag; 17 марта 1975, Окленд, Новая Зеландия) — новозеландская танцовщица, исполнительница бальных танцев. Она начала заниматься танцами в 3-летнем возрасте, изначально балетом, а затем перешла к бальным танцам, латино и джазу. Родившись в Новой Зеландии, она переехала в Австралию в подростковом возрасте, но в 1996 году обосновалась в Англии.
Чемпионка Новой Зеландии по бальным танцам в паре с Антоном дю Бек Десятикратная участница британской версии телевизионного шоу Strictly Come Dancing, финалист третьего сезона.
Эрин — почётный член «The Music Hall Guild of Great Britain and America».

## Личная жизнь
С 17 июня 2009 года Эрин замужем за бизнес-консультантом Питером О’Даудом (род.1964). У супругов есть сын — Эван Роберт Джеффри О’Дауд (род.24.04.2014).